# Temnosternopsis quadrituberculatus
Temnosternopsis quadrituberculatus är en skalbaggsart som först beskrevs av Mckeown 1942.  Temnosternopsis quadrituberculatus ingår i släktet Temnosternopsis och familjen långhorningar. Inga underarter finns listade i Catalogue of Life.